# Charles de Médine
Pour les articles homonymes, voir Médine (homonymie).
Charles Isambart de Médine, né le 3 mars 1736 à Butot et mort le 16 décembre 1819 au Bois-Robert, est un officier de la marine française. Il a servi pendant la guerre d'indépendance des États-Unis.

## Biographie

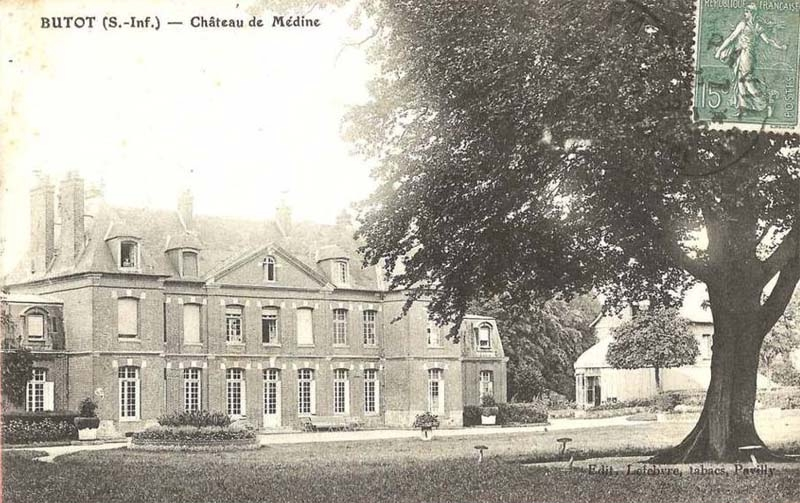
Le château de Médine à Butot.

Médine est issu d'une famille noble originaire d'Espagne. Il s'engage dans la marine comme garde-marine le 4 juillet 1754. Il est promu lieutenant de vaisseau le 18 août 1767 et capitaine de vaisseau le 13 mars 1779.
En 1779, il est capitaine de pavillon sur le Saint-Esprit dans l'armée navale d'Orvilliers. En 1780, il est capitaine de pavillon de l'amiral Ternay d'Arsac sur le Duc de Bourgogne, navire de 80 canons.
Médine participe à la bataille du cap Henry le 16 mars 1781, capitaine du Neptune, navire de 74 canons. Il est blessé au cours de l'engagement.
En janvier ou février 1782, il se voit confier le commandement de l'Experiment, navire de 50 canons, dont il est le capitaine à la bataille de Saint-Christophe le 25 janvier 1782. Il commande ensuite le Réfléchi, navire de 64 canons, à la bataille des Saintes le 12 avril 1782. Il commande ensuite le Northumberland.
Il est l'un des membres fondateurs français de la Société des Cincinnati.
En 1786, il est l'un des chefs de division de la marine française.

## Distinctions
- Grand-croix de l'ordre royal et militaire de Saint-Louis (1814)
- Chevalier de Cincinnatus